# 查尔斯·斯塔克·德雷珀奖
查尔斯·斯塔克·德拉普尔奖（英語：Charles Stark Draper Prize）是美国工程学界最高奖项之一。该奖由美国国家工程学院会每二年颁发，被认为是“工程学界的诺贝尔奖”（"Nobel Prizes of Engineering"）之一。该奖奖予推进工程学及工程学教育发展进步的候选人。

## 命名
查尔斯·斯塔克·德拉普尔奖以工程学家查尔斯·斯塔克·德拉普尔（Charles Stark Draper）命名，以纪念其在工程学诸多领域的巨大开创性成就。德拉普尔是麻省理工学院的教授，是“查尔斯·斯塔克·德拉普尔实验室”（Charles Stark Draper Laboratory）的创始人。本人被广泛认为是“惯性导航系统之父”（"Father of Inertial Navigation"）。
查尔斯·斯塔克·德拉普尔奖首次颁发于1989年，此后每二年颁发一次。“光纤通信之父”高锟曾于1999年荣获该奖，是为首位及至今唯一一位华人得主。
許多該獎得主也獲得了諾貝爾獎，包括：傑克·基爾比、高锟、威拉德·博伊尔、乔治·史密斯、赤崎勇、中村修二、吉野彰。

## 历届获奖人及获奖成就[1]

### 1980年代
- 1989年（首届）：杰克·基尔比（Jack S. Kilby）和罗伯特·诺伊斯（Robert N. Noyce）
  - 获奖理由： 发明集成电路（for their independent development of the monolithic ）。

### 1990年代
- 1991年：佛兰克·怀特（Sir Frank Whittle）和汉斯·冯·奥海恩（Hans von Ohain）
  - 获奖理由：发明喷气发动机（for their independent development of the [Jet engine] 错误：{{Lang}}：无效参数：|3=（帮助））。
- 1993年：约翰·巴科斯（John Backus） 
  - 获奖理由：发明Fortran，第一种被广泛应用的高阶计算机语言。
- 1995年：约翰·R·皮尔斯（John R. Pierce）和哈若德·罗森恩（英语：Harold Rosen (electrical engineer)）
  - 获奖理由：对通信人造卫星技术的发展。
- 1997年：弗拉迪米尔·哈恩赛尔（英语：Vladimir Haensel）
  - 获奖理由：发明催化平台（for his invention of "platforming"）。
- 1999年：高锟、罗伯特·D·毛拉尔（英语：Robert D. Maurer）和约翰·B·麦克彻斯尼（英语：John B. MacChesney）
  - 获奖理由：发展光导纤维。

### 2000年代
- 2001年：文顿·瑟夫（Vinton G. Cerf）、罗伯特·卡恩（Robert E. Kahn）、伦纳德·克莱恩罗克（Leonard Kleinrock）和劳伦斯·G·罗伯茨（英语：Lawrence Roberts (scientist)）
  - 获奖理由：发展互联网。
- 2002年：罗伯特·兰格（Robert Langer） 
  - 获奖理由：发展革命性的药物投递系统（for the bioengineering of revolutionary medical drug delivery systems）。
- 2003年：伊万·A·盖亭（英语：Ivan A. Getting）和布拉德福特·帕金森（英语：Bradford Parkinson）
  - 获奖理由：发展全球定位系统。
- 2004年：艾伦·凯（Alan C. Kay）、布特勒·W·兰姆森（Butler W. Lampson）、罗伯特·W·泰勒（英语：Robert Taylor (computer scientist)）和查尔斯·P·泰克尔（Charles P. Thacker）
  - 获奖理由：发展阿通，第一个实用联网计算机。
- 2005年：米诺若·S·“山姆”·阿拉克（Minoru S. "Sam" Araki）、佛朗西斯·J·麦登（Francis J. Madden）、爱德华·A·米勒（Edward A. Miller）、詹姆斯·W·普朗摩尔（英语：James W. Plummer）和董·H·邵斯勒（Don H. Schoessler）
  - 获奖理由：设计、发展、操作科罗娜卫星，首个地球观象卫星。
- 2006年：威拉德·博伊尔（Willard S. Boyle）和乔治·埃尔伍德·史密斯（George E. Smith）
  - 获奖理由：发明电荷耦合元件，数码相机和其他广泛应用的成像技术的核心器件。
- 2007年：蒂姆·伯纳斯-李（Tim Berners-Lee）
  - 获奖理由：发展万维网。
- 2008年：鲁道夫·卡尔曼（Rudolf E. Kalman）
  - 获奖理由：发展卡尔曼滤波。
- 2009年: 罗伯特·H·德纳德（Robert H. Dennard）
  - 获奖理由：发明和发展动态随机存取存储器，通用于计算机、数据处理系统和通信系统。

### 2010年代
- 2010年：未頒獎[2]
- 2011年：弗朗西絲·阿諾德和威廉·P·C·史丹默（英语：Willem P.C. Stemmer）
  - 获奖理由：因為他們對定向進化的個別貢獻，這個處理程序允許研究人員引導製造出蛋白質和細胞中的某些特性。 該技術已應用於食品配方，藥品，毒理學，農產品，基因傳遞系統，洗衣輔助設備和生物燃料等方面。
- 2012年： 喬治·哈利·海爾邁耶、沃爾夫岡·赫爾弗里希（英语：Wolfgang Helfrich）、馬丁·沙德（英语：Martin Schadt）和 T·彼得·布羅迪（英语：T Peter Brody）
  - 获奖理由：他們為液晶顯示器（LCD）技術的發展做出的貢獻。
- 2013年： 托馬斯·豪格（英语：Thomas Haug）、馬丁·庫珀、奥村善久、 理查德·弗伦基尔（英语：Richard H. Frenkiel）和 喬爾·S·恩格爾（英语：Joel S. Engel）
  - 获奖理由： 為蜂窩電話網絡（GSM）和當今智能手機奠定基礎的手機先鋒。[3]
- 2014年： 約翰·B·古迪納夫、西美緒、拉奇德·雅扎米（英语：Rachid Yazami） 和吉野彰
  - 获奖理由：是可充電電池先驅為今天的鋰離子電池奠定了應用基礎。
- 2015年：赤崎勇、M.喬治·克拉福德（英语：M. George Craford）、羅素·迪普瓦斯（英语：Russell Dupuis）、尼克·何倫亞克 和中村修二
  - 获奖理由：在發光二極管（LED）材料和製程的發明、開發和商業化的貢獻。[4][5]
- 2016年： 安德魯·維特比
  - 获奖理由：開發出維特比演算法，對數位無線通信的轉換、語音識別合成以及生物資訊學中應用產生重要影響。[6]
- 2018年： 比雅尼·史特勞斯特魯普
  - 获奖理由：為C++編程語言的程式概念和發展做出的貢獻。[7]
- 2020年： 让·弗雷谢、C·格兰特·威尔森
  - 获奖理由：用于微细纳米加工的化学放大材料的发明、开发和商业化，可实现微电子器件的极端小型化。
- 2022年：史蒂夫·傅爾伯（英语：Steve Furber）／約翰·軒尼詩／大衛·帕特森／索菲·威爾森（英语：Sophie Wilson）
  - 獲獎理由： 對精簡指令集電腦 (RISC) 晶片的發明、開發和實現做出的貢獻。[8]
- 2024年：斯圖爾特·帕金
  - 獲獎理由：設計自旋電子技術，實現數位資訊存儲，為當今數據驅動的世界奠定基礎。[9]